# Rejon buczański
Rejon buczański (ukr. Бучанський район) – jednostka administracyjna w składzie obwodu kijowskiego Ukrainy.
Powstał 17 lipca 2020. Ma powierzchnię 2558,3 km² i liczy około 353 tysięcy mieszkańców. Siedzibą władz rejonu jest miasto Bucza.
W skład rejonu wchodzi 12 gromad terytorialnych, obejmujących 3 miasta, 10 osiedli oraz 128 wsi.

## Gromady terytorialne rejonu
- Biłohorodska wiejska gromada, centrum – Biłohorodka (Білогородка)
- Borodianska osiedlowa gromada, centrum – Borodzianka (Бородянка)
- Borszczahiwska wiejska gromada, centrum – Sofijiwska Borszczahiwka (Софіївська Борщагівка)
- Buczańska miejska gromada, centrum – Bucza (Буча)
- Dmytriwska wiejska gromada, centrum – Dmytriwka (Дмитрівка)
- Hostomelska osiedlowa gromada, centrum – Hostomel (Гостомель)
- Irpińska miejska gromada, centrum – Irpień (Ірпінь)
- Kociubyńska osiedlowa gromada, centrum – Kociubyńske (Коцюбинське)
- Makariwska osiedlowa gromada, centrum – Makarów (Макарів)
- Nemiszajiwska osiedlowa gromada, centrum – Nemiszajewe (Немішаєве)
- Piskiwska osiedlowa gromada, centrum – Piskiwka (Пісківка)
- Wysznewa miejska gromada, centrum – Wysznewo (Вишневе)